# 유니티 C샤프
유니치 C샤프는 유니티 엔진에서 사용하는 C# 언어이다.

## 일반 C#과의 차이점
유니티 C#은 유니티의 개발사인 유니티 테크놀로지스가 유니티 엔진에 맞춰서 제작한 프로그래밍 언어이다.
유니티 C#은 오로지 유니티 엔진의 2D과 3D게임 개발을 위해 만들어진 프로그래밍 언어이다 보니 일반적인 C#의 틀을 가지지만 자세히 뜯어보면 함수의 이름들이 다르다.
그렇기에 개발자들은 유니티에서 사용하는 C#언어를 유니티 C#으로 구분지어 부른다.

## 변수
유니티에서 변수를 선언하는 방법은 여러 가지가 있는데, 가장 흔히 사용하는 방법은 int, float, string, bool 이렇게 4가지이다.

### int
int는 정수를 선언할 때 쓰인다.
사용 방법은 다음과 같다. int (변수의 이름) = (변수의 값);
사용 가능한 수의 범위는 -2147483648에서 2147483647 까지이다.

### float
float은 소수를 선언할 때 쓰인다.
사용 방법은 다음과 같다. float (변수의 이름) = (변수의 값)f;
float의 특이점은 값의 끝에 항상 f를 붙여야 한다는 것인데, 이를 붙이지 않으면 유니티 콘솔창에서 오류가 뜬다. 당연히 세미콜론(;) 을 붙이지 않아도 오류가 뜬다.
또한 사용 범위는 ±1.5e-45에서 ±3.4e38 까지다.

### string
string은 숫자가 아닌 문자열을 선언할 때 쓰인다. 그렇기에 string으로 변수를 만들고 계산했을 때, 1+2=12가 된다. 즉 1과 2는 숫자가 아닌 문자로 인식된다는 것이다.
사용 방법은 다음과 같다. string (변수의 이름) = "(변수의 값)";

### bool
bool은 숫자도, 문자도 아닌 참과 거짓으로 구분된다.
사용방법은 다음과 같다. bool (변수의 이름) = (참 혹은 거짓);
여기서 값을 넣지 않는다면 기본적으로 참(true)로 선언된다.